# Chthamalus stellatus
Espèce
Chthamalus stellatus, la Balane étoilée ou Chtamale étoilée, est une espèce  de crustacés cirripèdes, qui peuple les rochers de la partie haute et moyenne de l’estran.
À la suite des travaux de Darwin (1854) cette espèce était confondue avec Chthamalus montagui, qui n’en était considérée que comme une varieté. Chthamalus montagui n’a reçu le statut d’espèce distincte qu’en 1976. Il en résulte que les publications antérieures à cette date (et nombre de publications postérieures) ne font pas la distinction entre les deux chthamales et il est difficile, voire impossible, de savoir précisément quelle est l’espèce concernée.
Chthamalus vient du grec « chthamalos » = « qui est à terre ».
Chthamalus stellatus a la forme d’un cône surbaissé, de couleur grisâtre, dont la longueur rostro-carinale reste généralement inférieure à 10 mm. 
La disposition des plaques de la muraille et de l’opercule sont semblables chez Chthamalus stellatus et C. montagui.

## Critères morphologiques
Des différences entre les deux espèces de chthamales sont décelables au niveau de l’orifice, des plaques operculaires et des languettes tergo-scutales.
- l’orifice de C. stellatus est arrondi (avec cependant deux épaulements chez les jeunes individus) alors qu’il est sub-losangique (en forme de « cerf-volant ») chez C. montagui[2].
- L’intersection entre la ligne transversale séparant les tergum et scutum de la ligne longitudinale tergo-scutale (orifice de la cavité palléale) est distante de la carène d’une longueur égale au tiers, voire plus, de l‘écart carène-rostre. Cette longueur est inférieure au tiers de l’écart carène-rostre chez C. montagui[2].
- Le rapport largeur/longueur du scutum est de 0.67 pour C. stellatus contre 0.54 pour C. montagui[2].
- Les languettes tergo-scutales (« lèvres ») de C. stellatus sont bleues, avec une tache orangée en leur milieu. Cette tache est marron chez C. montagui[4].Chthamalus stellatus. Ouverture et languettes tergo-scutales

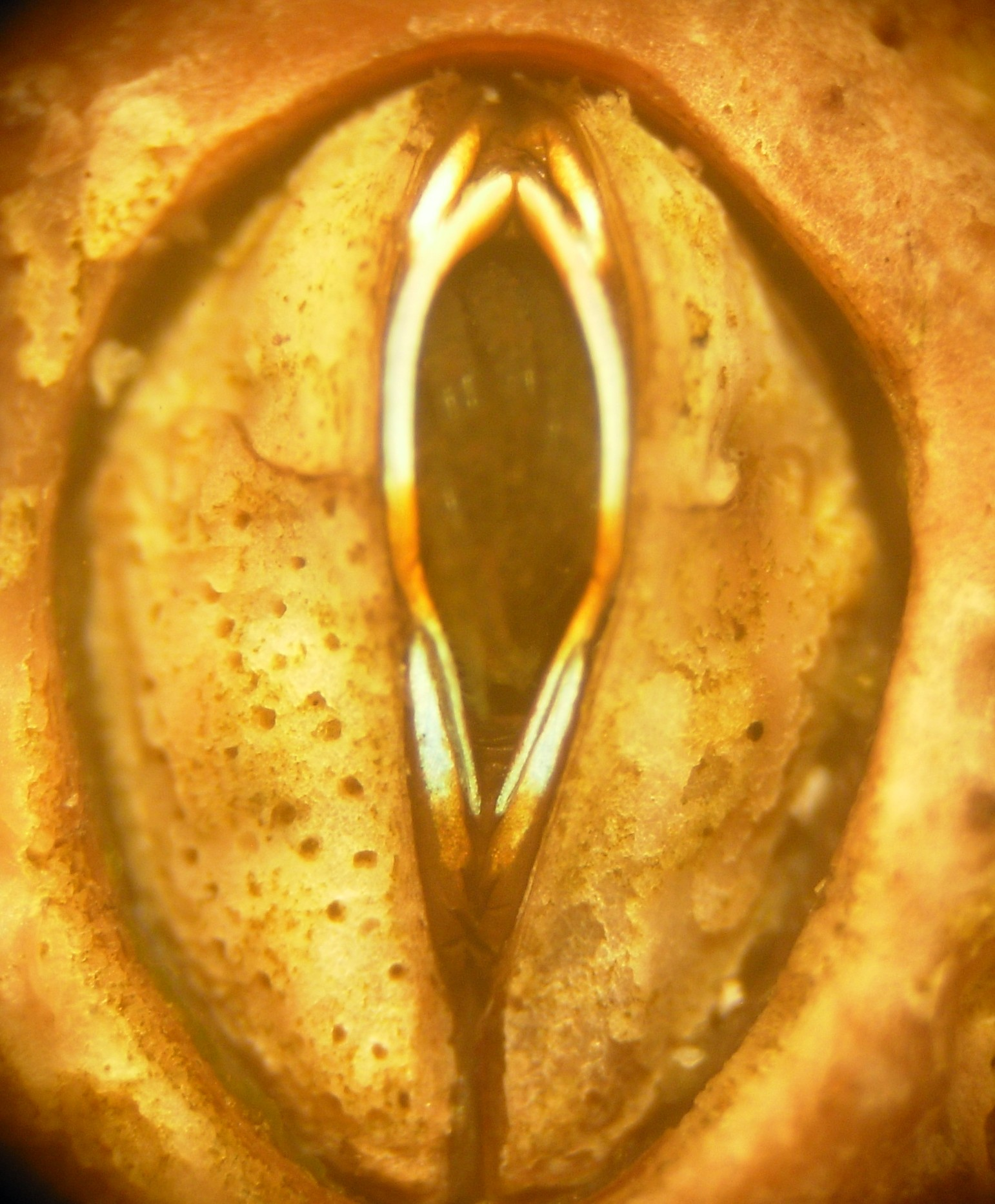
Chthamalus stellatus. Ouverture et languettes tergo-scutales

## Critères écologiques
- Chthamalus stellatus est caractéristique des estrans battus par les vagues alors que 'C. montagui affectionne un mode plus calme (hormis cependant dans le sud de son aire de répartition: Espagne, Portugal, Maroc)[4].
- Lorsque les deux espèces sont présentes dans un site, Chthamalus montagui occupe la partie haute de l’estran alors que C. stellatus occupe un niveau inférieur et atteint son maximum de densité depuis le niveau moyen de la mer jusqu’au niveau moyen des basses mers de vive eau (approximativement la moitié inférieure de l’estran)[4].

### Reproduction
Les conditions de la reproduction de C. stellatus sont probablement semblables à celles indiquées pour C. montagui.
L’espèce pond d’avril (un à deux mois avant C. montagui) à fin septembre et les larves (cypris) s’installent de fin juillet à début décembre, avec un pic de septembre à octobre. En Méditerranée la ponte se situerait en fin d’hiver-début du printemps.

### Répartition géographique
Chthamalus stellatus est une espèce moins commune que C. montagui ; sa répartition, moins continue, demande à être précisée dans le détail.
L’espèce est présente des îles Shetland, au nord de l’Écosse, jusqu’à la côte nord-ouest de l’Afrique et les îles Canaries. Avec, une discontinuité en mer d’Irlande. Elle est abondante (éventuellement seule) sur les côtes nord et sud de la Cornouaille britannique et pénètre dans la Manche presque jusqu’à l’île de Wight. Elle est bien représentée dans les îles Anglo-normandes mais serait absente sur la côte nord de la Bretagne depuis le Cotentin jusqu’à Roscoff. Elle réapparaît sur les côtes du Léon et les pointes ouest du Finistère.
C. stellatus est présente sur tout le pourtour méditerranéen et les côtes de la mer Noire.